# Павле Бакић (фудбалер)
Павле Јевремов Бакић (тур. Pol Bakiç, Забрђе — Андријевица, 1944) је био фудбалер и финансијски стручњак. Један је од 13 оснивача фудбалског клуба Галатасарај из Истанбула.
Павле Бакић је рођен у Забрђу у Васојевићима. Заједно са својим блиским рођаком Милијом Бакићем уписује Галатасарајски лицеј у Истанбулу, где је његов рођак Митар Бакић био на дужности посланика и опуномоћеног министра Краљевине Црне Горе. Октобра 1905. године, Павле и Милија са још 11 студената лицеја оснивају фудбалски клуб Галатасарај. Након лицеја престаје са играњем фудбала и уписује студије у Прагу и Паризу. Као финансијски стручњак службовао је у Бијелом Пољу и Косовској Митровици, док је једно време био директор рудника Трепча. Оженио се и имао је двоје деце. За време Другог светског рата био је на страни четничког покрета због чега је стрељан 1944. године у Андријевици.